# یوسف عادل‌شاه
یوسف عادل‌شاه ساوی یا یوسف علی‌خان ساوی، (زاده ۱۴۵۹ میلادی- درگذشته ۱۵۱۱ میلادی) بنیان‌گذار سلسله عادل‌شاهیان در اواخر قرن نهم هجری در بیجاپور هند و شاعر بوده‌است.

## زندگی
یوسف عادل‌شاه فرزند مراد دوم حاکم عثمانی بود که بعد از فوت پدر و به سلطنت رسیدن برادرش محمد دوم برای جلوگیری از کشته شدن توسط برادر به کمک مادرش به شهر ساوه مهاجرت کرد.
وی سال‌ها به همراه خواجه عمادالدین محمد گرجستانی در شهر ساوه زندگی کرده و به دلیل اختلاف با حاکم این شهر پس از ۱۶ سال به شهرهای قم، کاشان، اصفهان و شیراز مسافرت کرد. وی سپس در سال ۸۴۶ قمری به بندر هرمز رفته و از طربق دریا به کشور هند رفت.
یوسف عادل‌شاه در سرزمین هند با محمود کاوان یا خواجه جهان (والی احمدآباد بیدر)، سلطان محمدشاه بهمنی و نظام‌الملک (یکی از از بزرگان قبیله ترک) آشنا شد. نظام‌الملک در جریان فتح قلعه کهر کشته شد و یوسف عادل‌شاه پس از مبارزه و تلاش فراوان توانست به کمک سپاهیان خود آن قلعه را فتح کند و پس از مدتی به امارت بیجاپور برسد. پس از درگذشت سلطان محمدشاه بهمنی و در سال‌های ۸۹۵–۸۹۶ قمری، یوسف عادل‌شاه در شهر بیجاپور رسماً سلطنت خود را اعلام کرد.
از آنجایی که یوسف عادل‌شاه در ساوه پرورش یافته بود، در میان مردم بیجاپور و اطراف به یوسف عادل‌شاه ساوی شهرت داشته‌است.

## ساختن مسجد در ساوه
در سال ۸۹۸ قمری، یوسف عادل‌شاه مدتی بیماری شد و برادرش غضنفربیگ آقا که از ساوه به هند آمده و در دربار یوسف بود در غیاب او به کارهای مملکت می‌پرداخت، با توجه به شایعه طولانی شدن مدت بیماری شاه، عده‌ای از امرا به فکر قیام علیه حکومت افتادند. غضنفربیگ آقا و سران سپاه یوسف، برای سلامتی شاه دست به دعا برداشتند. از قضا پس از مدتی حال یوسف عادل‌شاه بهبود یافت و به شکرانه آن مبلغ بیست هزار هون (واحد پول هند) به خواجه عبدالله هروی که از ساوه همراه او آمده بود سپرد تا به ساوه رفته و در آنجا مسجد و مناری بلند، همراه با نهر آبی در کنار آن بنا کند.
اکنون در ساوه، دو مسجد که در همان سالها ساخته شده وجود دارد، یکی مسجد جامع ساوه که تاریخ ۹۰۷ قمری بر آن خوانده می‌شود همراه با آب انباری در نزدیک به آن و دیگری مسجد سرخ با تاریخ اتمام ۹۱۴ قمری، همراه با آب انباری که در نزدیکی آن بود.

## درگذشت
سرانجام یوسف عادل‌شاه پس از بیست سال و دو ماه سلطنت در سن هفتاد و پنج سالگی در سال ۹۱۶ قمری (۱۵۱۰ میلادی) درگذشت و پیکر او بنا بر وصیت خویش در جنب قبر شیخ جلال‌الدین مشهور به شیخ چندا که از فرزندان زین‌العابدین امام چهارم شیعیان در بیجاپور به خاک سپرده شد.

## نمونه شعر

### رباعی
| آن کس که علم به نیکنامی افراشت |  | در مزرعه دهر تخم نیکویی کاشت    |
| نیکو نامان زنده جاویدانند      |  | مرد آنکه بمرد و نام نیکو نگذاشت |

### تک بیتی
| مرا ز باده جامی فراغ یعنی چه |  | سبو سبو و خم خم ایاغ یعنی چی |